# The Newz
The Newz — двадцать первый студийный альбом шотландской группы Nazareth, вышедший в 2008 году. Альбом вышел 29 февраля в Европе и 19 марта в России. Музыканты отметили выход альбома на сцене в немецком городе Эссен, первом городе Германии в мировом турне, посвящённом 40-летию Nazareth.

## Об альбоме
О создании альбома Пит Эгнью рассказал так:
Ещё в конце 2006 года мы встретили нашего приятеля из очень отдалённого хипарского прошлого. Он работает в студии звукозаписи, с которой мы вели переговоры о записи нового альбома, и пришёл к нам в гримёрку на концерте в Швейцарии. Зайдя к нам в гримерку, он сказал: «Ребята, если бы вы знали, как я хочу записать ваш альбом!». А в ответ услышал: «Наверное наполовину от того, насколько мы хотим с тобой работать». Небольшая организационная проблема заключалась в том, что его студия находится в Швейцарии, и он хотел бы, чтобы «Nazareth» всем составом приехал в Швейцарию.
Мы провели в Швейцарии целых два месяца осенью 2007 года, когда подошёл к концу наш очередной длинный гастрольный тур.
Наступило время выбирать из демо-материалов песни, которые должны были войти в альбом. У нас с Дэном было много идей по поводу звучания альбома. У Джимми было впечатляющее количество совершенно завершённых композиций, а что касается Ли, то его мозг буквально фонтанировал идеями, но некоторые из демозаписей вызывали у нас приступы неудержимого хохота.
Дело было собственно не в идеях. Я не скажу, о какой именно песне идёт речь, в результате получился очень интересный трек. Но дело в том, что Ли недавно сделал дома ремонт, и записывал демо на кухне с помощью очень тихого старенького синтезатора. То, что мы услышали, оказалось спокойной песней с нежными клавишами и грохотом отжимающей стиральной машины на заднем плане. Шум стиральной машины нисколько не помешал Ли сделать демозапись.
Продюсера альбома Яна Руйе мы встретили на год раньше. 27-летний Ян выглядит примерно на 19. Помню, как я все время прикалывался и говорил Дэну: «Не кажется ли тебе, что этот парень выглядит слишком моложаво для продюсера нашего альбома?», на что Дэн отвечал: «Рядом с нами и Санта Клаус выглядит моложаво».

Однако, когда мы начали работать в студии, мы поняли, что с нами работают профессионалы звукозаписи, и что Ян по-настоящему сработался с нами. Несмотря на то, что процесс уже пошёл, нам приходилось снова и снова работать над песнями и доводить их до ума. Это была очень тяжёлая и кропотливая работа.Пит Эгнью
Дэн Маккаферти вспоминает о записи The Newz: «Снова в студии, после 10-летнего перерыва. Теперь, со смертью Дэрела, на ударных в группе Ли Эгнью. Ронни ушёл, но нам встретился Ян Руйе, помощь которого весьма существенна. Альбом смикширован Роем Кортеллом (покойся с миром). Вновь приступить к записям — что может быть приятнее? Творческий тандем Джимми и Ли в создании песен трудно переоценить».

## Список композиций
Слова и музыка всех песен — Дэн Маккаферти, Пит Эгнью, Джимми Мюрисон, Ли Эгнью.
| №                   | Название                                                                      | Длительность |
| ------------------- | ----------------------------------------------------------------------------- | ------------ |
| 1.                  | «Goin’ Loco»                                                                  | 5:24         |
| 2.                  | «Day at the Beach»                                                            | 4:56         |
| 3.                  | «Liar»                                                                        | 6:44         |
| 4.                  | «See Me»                                                                      | 4:54         |
| 5.                  | «Enough Love»                                                                 | 5:50         |
| 6.                  | «Warning»                                                                     | 4:36         |
| 7.                  | «Mean Streets»                                                                | 4:16         |
| 8.                  | «Road Trip»                                                                   | 2:48         |
| 9.                  | «Gloria»                                                                      | 5:48         |
| 10.                 | «Keep on Travellin’»                                                          | 3:56         |
| 11.                 | «Loggin’ On»                                                                  | 4:48         |
| 12.                 | «The Gathering»                                                               | 7:08         |
| 13.                 | «Dying Breed» (содержит скрытый трек «The Goblin King» при участии Rammstein) | 13:23        |
| Общая длительность: | Общая длительность:                                                           | 74:31        |

## Участники записи
Приведены по сведениям базы данных Discogs.
Nazareth:
- Дэн Маккаферти — вокал
- Джимми Мюрисон — гитара
- Пит Эгнью — бас-гитара, бэк-вокал
- Ли Эгнью — ударные

| Производственный персонал: - Ян Руйе — музыкальный продюсер, звукорежиссёр, инженер сведе́ния - Джон Дэвис — мастеринг-инженер - Кристиан Бюхнер — звукоинженер - Томас Джад — звукоинженер - Инго Мозер — менеджер проекта - Жанна-Роуз Меттлер — менеджер проекта - Роджер Эйхер — менеджер проекта | Производственный персонал: - Рой Кортелл — менеджер проекта - Стефан Джеметта — менеджер проекта - Дагмар Генрих-Хоппен — арт-директор, дизайнер, фотограф (концертные фото) - Марк Брайс — фотограф (студийные фото) - MorgenWelt Kommunikation — художественное оформление, макет - Тилль Бензин — художественное оформление, макет - Пит Эгнью — автор текста для буклета |

## Позиции в хит-парадах
| Год  | Чарт                            | Высшая позиция | Пребывание в чарте |
| ---- | ------------------------------- | -------------- | ------------------ |
| 2008 | Австрия (Ö3 Austria)            | 75             | 1 неделя           |
| 2008 | Швеция (Sverigetopplistan)      | 51             | 1 неделя           |
| 2008 | Швейцария (Schweizer Hitparade) | 68             | 3 недели           |